# AGC38
『AGC38』（エージーシーサーティーエイト）は、旭プロダクションによるキャラクターメディアミックス企画、またはそのキャラクター及び声優38人によるユニット名である。アニメーション、ゲーム、コミックなどの枠に収まらず、企業のイメージキャラクターなどへの起用など、様々な展開が期待されていた。

## 概要
AGCとは「Asahi Girls Collection」および「Anime Game Character」の略であり、アニメーション制作会社・旭プロダクションの40周年記念プレリリース企画として、38周年の2010年10月1日から始動した美少女キャラクタータレント化計画。描き下ろされた38人の美少女キャラクターは、生身のタレントと同様に依頼を受けて仕事をする。クライアント側はキャラクターと衣装やポーズなどを選ぶだけで、旭プロダクション側が作画などを担当するのでコストが大幅に削減できる、という点を売りにしている。
10月1日よりキャラクターが毎週5人ずつ8週に渡ってデビューし、プロフィールやボイスサンプルなどの詳細も1週ごとに明らかになった。現在は、Twitterで38人のキャラクターがそれぞれつぶやいたり、スマートフォン用のゲームや、アニメロミックスやあにめ屋本舗でのコンテンツの販売、キャラクターグッズ、イベントへの参加、ウェブコミック化などが展開され、アニメなどの展開はまだ行われていないが、公式テーマソング「それって♥だからね!」のPVとしてアニメが制作された。
本作品は、二次創作を禁止事項を侵さない限りは認めていて、申請すれば二次創作を公認するというシステムをとっている。
38人のキャラクター全員に声優が付いていて、その声優は2回のオーディションによって決定された。第1回目のオーディションは2010年9月11日に秋葉原UDXで行われ、第2回目のオーディションは企画始動日の10月1日に行われ、どちらのオーディションもUstreamで生配信された。声優のほとんどがラムズ所属声優か、専門学校生で構成されている。
本ユニットは、横河武蔵野フットボールクラブの公認サポーターに認定されており、試合のハーフタイムで「それって♥だからね!」を披露したこともある。
2013年4月30日に公式サイトのインフォメーションにて2013年5月31日に解散すると宣言した。プロジェクト期間満了と書いてある。同時に新たなプロジェクトを企画中であることが宣言されている。

### スタッフ
- プロデュース：こんひろし、高橋雄大
- キャラクターデザイン：Chiki*Mickel.（チキミッケル）

## メンバー
| No. | キャラクター名 | 読み                | デビュー日 | 声優           | 誕生日   | 年齢 |
| --- | -------------- | ------------------- | ---------- | -------------- | -------- | ---- |
| 01  | 神津 明日香    | こうづ あすか       | 10月1日    | 海上明菜       | 11月22日 | 16   |
| 02  | 大辻 梨乃      | おおつじ りの       | 10月29日   | 板谷芽依       | 12月25日 | 15   |
| 03  | 花城 さくら    | はなしろ さくら     | 10月22日   | 黒澤郁         | 5月15日  | 16   |
| 04  | 木浦 琴音      | きうら ことね       | 10月8日    | 山口友香梨     | 6月6日   | 17   |
| 05  | 小糸 咲        | こいと さき         | 11月5日    | 笠井瑠美       | 8月9日   | 16   |
| 06  | 永谷 茜        | ながや あかね       | 10月8日    | 渡部由佳       | 9月2日   | 16   |
| 07  | 高須賀 彩乃    | たかすが あやの     | 11月5日    | 海老原絵里加   | 11月20日 | 17   |
| 08  | 白柳 結衣      | しろやぎ ゆい       | 10月8日    | 佐々梨花       | 12月7日  | 16   |
| 09  | 星野 寧々      | ほしの ねね         | 11月12日   | 柳橋菜採       | 10月15日 | 15   |
| 10  | 園山 美月      | そのやま みづき     | 11月5日    | いずみ綾       | 2月19日  | 17   |
| 11  | 豊住 若菜      | とよすみ わかな     | 10月1日    | 山本衣織       | 8月10日  | 16   |
| 12  | 加賀山 栞      | かがやま しおり     | 10月8日    | 福沙奈恵       | 6月16日  | 17   |
| 13  | 加賀山 優月    | かがやま ゆづき     | 10月8日    | 中村真奈美     | 6月16日  | 17   |
| 14  | 寺林 陽菜      | てらばやし ひな     | 10月15日   | 木曽寛子       | 4月21日  | 17   |
| 15  | 在原 環        | ありはら たまき     | 11月5日    | 矢田部明子     | 10月18日 | 17   |
| 16  | 夏原 里美      | なつはら さとみ     | 10月1日    | ゆうき         | 4月3日   | 17   |
| 17  | 高月 璃子      | たかつき りこ       | 10月15日   | ジュリア・ルー | 12月21日 | 17   |
| 18  | 桜小路 葵      | さくらこうじ あおい | 11月12日   | 東城日沙子     | 9月8日   | 17   |
| 19  | 鈴元 日和      | すずもと ひより     | 11月12日   | 新里恵         | 1月1日   | 15   |
| 20  | 潮崎 杏奈      | しおざき あんな     | 10月15日   | 稲垣麻木       | 8月30日  | 16   |
| 21  | 日下 亜美      | くさか あみ         | 10月22日   | 高橋美咲       | 9月28日  | 17   |
| 22  | 黒島 玲奈      | くろしま れいな     | 10月29日   | かみか         | 4月1日   | 16   |
| 23  | 都筑 優奈      | つづき ゆうな       | 10月29日   | 丑山えり       | 8月28日  | 18   |
| 24  | 東山 櫻子      | ひがしやま さくらこ | 10月1日    | 齊藤真純       | 1月5日   | 17   |
| 25  | 桜丘 瞳        | さくらおか ひとみ   | 10月15日   | 水嶋ゆう       | 4月1日   | 17   |
| 26  | 篠山 小春      | しのやま こはる     | 10月1日    | 平山笑美       | 3月17日  | 17   |
| 27  | 雑賀 くるみ    | さいが くるみ       | 10月22日   | 桐谷蝶々       | 7月7日   | 17   |
| 28  | 外池 美穂      | そといけ みほ       | 11月12日   | 鈴木美優       | 2月1日   | 16   |
| 29  | 古海 遥香      | ふるみ はるか       | 10月29日   | 芦田川久子     | 7月23日  | 16   |
| 30  | 坂尻 桃花      | さかじり ももか     | 10月22日   | 杉山茜         | 3月12日  | 17   |
| 31  | 豊原 香織      | とよはら かおり     | 11月12日   | 西未乃梨       | 10月20日 | 17   |
| 32  | 川澄 愛梨      | かわすみ あいり     | 10月29日   | 石川姫花       | 3月14日  | 17   |
| 33  | 有澤 美鈴      | ありさわ みすず     | 10月22日   | 古池由季       | 11月29日 | 17   |
| 34  | 門井 舞        | かどい まい         | 11月5日    | 一瀬美保       | 3月3日   | 16   |
| 35  | 鴨下 未来      | かもした みく       | 10月15日   | 石川未菜子     | 7月7日   | 17   |
| 36  | 刈谷 七海      | かりや ななみ       | 11月19日   | 坂本実里       | 6月21日  | 18   |
| 37  | 柚原 花音      | ゆずはら かのん     | 11月19日   | 坂本みぃな     | 8月3日   | 17   |
| 38  | 三条 美羽      | さんじょう みう     | 11月19日   | 河西美和       | 1月11日  | 17   |

## 用語
武蔵旭丘女子学園
38人が通う架空の女子高等学校。東京都練馬区武蔵関にある。 「清く正しく美しく」をモットーとする、お嬢様学校。さまざまな学科が存在するが、メンバーは学科に関係なく、演技や歌などの授業が必須となっている。
中村屋総米
武蔵関にある架空のたい焼き屋。メンバーがよく通っている。

## ゲーム

### 〜AGC38 Love Stories〜先生、♡（ハート）だよ!!
2011年3月中旬にiPhone版、4月30日にAndroid版が発売された、フルボイス恋愛アドベンチャーゲーム。大学生である主人公が5人のキャラクターたちの家庭教師となり、親交を深めていく。
攻略可能キャラクターは、No.04 木浦琴音、No.12 加賀山栞、No.13 加賀山優月、No.18 桜小路葵、No.23 都筑優奈の5人。5人の他に、No.18 桜小路葵の妹・桜小路巴とNo.07 高須賀彩乃の姉・高須賀佳乃や、他のメンバーも登場する。
エンディングテーマ
流星の記憶
歌：木浦琴音（CV:山口友香梨）
アクセルZENKAI☆
歌：加賀山栞（CV:福沙奈恵）
ドキドキ＋ワクワク＝？
歌：加賀山優月（CV:中村真奈美）
春風そよぐ、満開の桜の木の下で
歌：桜小路葵（CV:東城日沙子）
一期一会
歌：都筑優奈（CV:丑山えり）

### アタシのM
2011年6月3日から12月までMobageで展開されていたSNS恋愛シミュレーションゲーム。スマートフォンには対応していない。タイトルの『M』はマネージャーの意で、プレイヤーはNo.01 神津明日香、No.16 夏原里美、No.30 坂尻桃花の3人のマネージャーになり、親交を深めていきながらトップアイドルを目指していく。

## アプリ

### 美少女音読ストーリー〜愛され女神のラブモテフレーズ
2011年3月下旬発売。AXEL BOOK制作のAndroid及びiPhone用の朗読アプリ。出演したキャラクターは、No.06 永谷茜、No.14 寺林陽菜、No.19 鈴元日和。

## 漫画

### AGC38 Love Stories in 吉祥寺 チョコレート革命（レボリューション）
FlexComixブラッド（FlexComixWeb）にて2012年1月18日から公開されているWebコミック。全5話。バレンタインをテーマにしたラブストーリーで、5つの話には関連性がある。脚本は菖蒲剛智が担当し、漫画はそれぞれ異なった作家が描いており、5作品から1作品を選ぶ投票が2012年2月8日から2月21日まで行われ、1番人気があった作品の著者によるコミックが2012年夏から連載される予定。投票の結果は『吉祥寺アニメフェスティバル2012 むさしの-FM presents「吉祥寺まちなかLIVE〜アニメMix〜」』で発表され、下記のうちEpisode5「シークレットシークレット」が選ばれ、君平ユウキによる連載が決定した。また、これらの作品は2012年6月12日、ほるぷ出版のFlex Comixより『AGC38 Love Stories in 吉祥寺チョコレート革命』として刊行される。
1. Episode1「トップ・シークレット」著者：うおぬまゆう、主人公：No.09 星野寧々（2012年1月18日公開）
2. Episode2「夢見る少女じゃいられない」著者：奈月なづ、主人公：No.20 潮崎杏奈（2012年1月18日公開）
3. Episode3「ロマンティックがとまらない」著者：樂我鬼、主人公：No.33 有澤美鈴（2012年1月25日公開）
4. Episode4「二人の形」著者：綾杉つばき、主人公：No.12 加賀山栞（2012年2月1日公開）
5. Episode5「シークレットシークレット」著者：君平ユウキ、主人公：No.04 木浦琴音（2012年2月8日公開）

## 小説

### スクールガール・エクスプレス38
講談社のYA!ENTERTAINMENTで2012年1月15日から5月31日までWeb連載されたWeb小説。著者は芦辺拓。38人は東南アジアの島国であるサルマナザール共和国に、海外体験と親善のためやってきた。彼女らは大半が同国の地方都市のホテルに滞在し、残りが周辺の村などに派遣されていたが、ある日ホテルを武装集団が襲い、占拠する。からくも逃れた少女たちは、ほかの場所にいる生徒たちと合流や分岐を重ねながら、さまざまな手段を駆使して安全地帯への脱出をはかる――という冒険小説。2012年8月に単行本化された。
書誌情報
1. 2012年8月22日初版発行。ISBN 978-4-06-269457-5

## ラジオ

### AGC38 WebRadioStation
2011年10月7日から2018年2月10日まで公式サイトで配信されていた、インターネットラジオ番組。第8回からは、ニコニコ動画でも配信されていた。毎週金曜日配信。通称AWRS。
パーソナリティ
- ねぇジョージに行かない？
  - 福沙奈恵（No.12 加賀山栞役）
  - 中村真奈美（No.13 加賀山優月役）
- ロンリー・ブラック・レイディオ・セブン
  - 稲垣麻木（No.20 潮崎杏奈役）
  - 新里恵（No.19 鈴元日和役）
  - ゆうき（No.16 夏原里美役）[1]
- ボイスドラマ
  - 平山笑美（No.26 篠山小春役）
  - 杉山茜（No.30 坂尻桃花役）
  - 古池由季（No.33 有澤美鈴役）

コーナー
- ねぇジョージに行かない？
吉祥寺の町を紹介するコーナー。
- ロンリー・ブラック・レイディオ・セブン
- ボイスドラマ
  - 小春とみぃみ
  - 美鈴のイチゴ日和
  - もももの桃花

特別放送
- WebRadioStation 年末特別番組!（2011年12月26日）
ニコニコ生放送のAGC38チャンネルで放送された特別番組
- AWRS-Special Message（2011年12月31日）
AWRSのパーソナリティが、メンバー全員を代表して贈られたメッセージ
- WebRadioStation 新春特別番組!（2012年1月6日）
ニコニコ生放送のAGC38チャンネルで放送された特別番組

### HAPPY×HAPPY Party!!
2011年から公式サイトで配信されていた、インターネットラジオ番組。同年5月から11月まで毎月最終日曜日にラムズホールで行われた同名のイベントで公開録音される。通称ハピハピパーティー。
パーソナリティ
- 桐谷蝶々（No.27 雑賀くるみ役）
- 石川姫花（No.32 川澄愛梨役）

コーナー
- 妄想パラダイス 10の質問
ゲストに呼んだキャラクターに10の質問をするコーナー。
- ゲスト様いらっしゃいませ〜
メンバーをゲストに迎え、ガールズトークをするコーナー。

特別放送
- AGC38・新年特別企画第二弾・ハピラジSP（2012年1月6日）
パーソナリティの2人が、「愛梨がくるみの家に遊びに行く」という設定のみでアドリブでストーリーが展開された特別番組。

### AGC38のえーじーしーラヂヲ
2011年2月22日から10月4日までHiBiKi Radio Stationで毎週火曜日に配信されていた、『AGC38』の総合情報ヴァラエティインターネットラジオ番組。
パーソナリティ
- 平山笑美（No.26 篠山小春役）
- 杉山茜（No.30 坂尻桃花役）
- 古池由季（No.33 有澤美鈴役）

コーナー
- えーじーしーって、なんだっ!?
A・G・Cの頭文字で作文を作り、テーマを決めてフリートークを行うコーナー。
- みんなの部屋
小春、桃花、美鈴の部屋を覗くコーナー。
- AGC38情報
『AGC38』の最新情報を紹介するコーナー。

### ロンリー・ブラック・レイディオ
2011年2月25日から10月7日までHiBiKi Radio Stationで毎週土曜日に配信されていた、Twitter上で行われた連続ツイッタードラマ『Lonely Black Toaster』に関連したインターネットラジオ番組。公式サイトの「Lonely Black Toaster」特設ページでも配信されていた。通称LBR。
パーソナリティ
- 稲垣麻木（No.20 潮崎杏奈役）
- 新里恵（No.19 鈴元日和役）

テーマ曲
- 「スナイパー」 Z旗

コーナー
- ゲストコーナー
『AGC38』に関わるキャストやスタッフを呼び、裏話や最新情報を紹介するコーナー。
- 日和のツンデレキャラを探せ〜
杏奈のツンデレ成分を日和が暴くコーナー。
- 情報コーナー
『AGC38』の最新情報を紹介するコーナー。

ゲスト
- 第1回 No.08 白柳結衣（佐々梨花）、No.17 高月璃子（ジュリア・ルー）、No.25 桜丘瞳（木下ひとみ）
- 第3回 No.18 桜小路葵（東城日沙子）、No.23 都筑優奈（丑山えり）
- 第16回 No.10 園山美月（いずみ綾）、No.32 川澄愛梨（石川姫花）、No.37 柚原花音（坂本みぃな）
- 第17回 No.27 雑賀くるみ（桐谷蝶々）、No.32 川澄愛梨（石川姫花）
- 第23回 No.16 夏原里美（ゆうき）

特別放送
- 帰ってきた!?LBR・・・新春蔵出し番組（2012年1月3日）
未公開の音声データを再編集し、第29回の番外編を公開した新年特番。

### ニコニコ生放送
ニコニコ生放送のAGC38チャンネル（2011年12月19日開局）で不定期に行われる生放送。
- 「それって♥だからね!」CDリリース前夜祭生放送（2011年7月14日）
原宿「TEA ROOM 2525」生放送ブースにて放送された
参加メンバーは、No.16 夏原里美（ゆうき）、No.19 鈴元日和（新里恵）、No.20 潮崎杏奈（稲垣麻木）No.33 有澤美鈴（古池由季）。
- AGC38バーチャルアイドルユニット1周年記念番組『武蔵旭丘女子学園大運動会』（2011年9月30日）
1周年を記念した生放送。メンバーが紅白に分かれ、クイズなどのさまざまな競技を行なって点数を競った。ほとんどのメンバーが参加した。
- Valentine's Day 特別番組!（2012年2月14日）
参加メンバーは、No.04 木浦琴音（山口友香梨）、No.18 桜小路葵（東城日沙子）、No.19 鈴元日和（新里恵）、No.20 潮崎杏奈（稲垣麻木）。
『チョコレート革命』の投票の中間発表や、今後の新プロジェクトの報告、ポスタープレゼント企画などが行われた。
- AGC38卒業イベント〜未来に向けて38の鐘を鳴らそう〜（2013年5月31日）
当放送をもって、AGC38プロジェクト終了。多くのメンバーが参加した。

### ゲスト出演
- アイドルのナ・カ・ミ（2011年6月20日、Ustream）
参加メンバーは、No.04 木浦琴音（山口友香梨）、No.12 加賀山栞（福沙奈恵）、No.37 柚原花音（坂本みぃな）
- 西東京市 第23回ひばり祭（2011年8月3日、FM西東京）
参加メンバーは、No.20 潮崎杏奈（稲垣麻木）、No.26 篠山小春（平山笑美）
- 夏スペ!夕方のコミューターゾーン!（2011年8月9日、むさしの-FM）
参加メンバーは、No.06 永谷茜（渡部由佳）、No.18 桜小路葵（東城日沙子）
- おかえりすまいる（2011年8月12日、すまいるエフエム）
日替わりコーナー「スナックさなえ」に出演
参加メンバーは、No.19 鈴元日和（新里恵）、No.20 潮崎杏奈（稲垣麻木）、No.26 篠山小春（平山笑美）
- ミンキー・ヤスのアニメエキスポ（2011年8月21日、レインボータウンFM）
参加メンバーは、No.19 鈴元日和（新里恵）、No.20 潮崎杏奈（稲垣麻木）、No.33 有澤美鈴（古池由季）
- E-tama いーたまっ!（2011年9月10日、調布FM）
「燃えTamaフットボール」のコーナーに出演
参加メンバーは、No.15 在原環（矢田部明子）、No.19 鈴元日和（新里恵）
- WEEKLY MUSIC TOP20（2011年9月17日、FM西東京）
参加メンバーは、No.20 潮崎杏奈（稲垣麻木）、No.26 篠山小春（平山笑美）
- FM西東京パルコ秋の特番（2011年9月23日、FM西東京）
参加メンバーは、No.16 夏原里美（ゆうき）、No.20 潮崎杏奈（稲垣麻木）、No.26 篠山小春（平山笑美）

## テレビ

### AGC38TV
大型ビジョンで放送されるオリジナル番組。毎回メンバー1人が出演。秋葉原UDXビジョン、渋谷109フォーラムビジョン、原宿アストロ、有楽町マリオンビジョンで放送。
出演メンバー
1. 第1回 No.20 潮崎杏奈（稲垣麻木）、2011年6月27日〜7月10日
2. 第2回 No.04 木浦琴音（山口友香梨）、2011年7月11日〜7月24日
3. 第3回 No.19 鈴元日和（新里恵）、2011年7月25日〜8月7日
4. 第4回 No.30 坂尻桃花（杉山茜）、2011年8月8日〜8月21日
5. 第5回 No.31 豊原香織（西未乃梨）、2011年8月22日〜9月4日
6. 第6回 No.33 有澤美鈴（古池由季）、2011年9月5日〜9月18日
7. 第7回 No.08 白柳結衣（佐々梨花）、2011年9月19日〜10月2日
8. 第8回 No.06 永谷茜（渡部由佳）、2011年10月3日〜10月16日
9. 第9回 No.38 三条美羽（河西美和）、2011年10月17日〜10月30日
10. 第10回 No.26 篠山小春（平山笑美）、2011年10月31日〜11月13日
11. 第11回 No.21 日下亜美（高橋美咲）、2011年11月14日〜11月27日
12. 第12回 No.16 夏原里美（ゆうき）、2011年11月28日〜12月11日
13. 第13回 No.37 柚原花音（坂本みぃな）、2011年12月12日〜12月25日
14. 第14回 No.18 桜小路葵（東城日沙子）、2011年12月26日〜2012年1月8日
15. 第15回 No.09 星野寧々（柳橋菜採）、2012年1月9日〜1月22日
16. 第16回 No.14 寺林陽菜（木曽寛子）、2012年1月23日〜2月5日
17. 第17回 No.04 木浦琴音（山口友香梨）、2012年2月6日〜2月19日
18. 第18回 No.20 潮崎杏奈（稲垣麻木）、2012年2月20日〜3月4日
19. 第19回 No.36 刈谷七海（坂本実里）、2012年3月5日〜3月18日
20. 第20回 No.27 雑賀くるみ（桐谷蝶々）、2012年3月19日〜4月1日
21. 第21回 No.23 都筑優奈（丑山えり）、2012年4月2日〜4月15日
22. 第22回 No.26 篠山小春（平山笑美）、2012年4月16日〜4月29日
23. 第23回 No.34 門井舞（一瀬美保）、2012年4月30日〜5月13日
24. 第24回 No.10 園山美月（いずみ綾）、2012年5月14日〜5月27日
25. 第25回 No.04 木浦琴音（山口友香梨）、2012年5月28日〜6月10日
26. 第26回 No.09 星野寧々（柳橋菜採）、2012年6月11日〜6月24日
27. 第27回 2012年6月25日〜7月8日
28. 第28回 2012年7月9日〜7月22日
29. 第29回 No.30 坂尻桃花（杉山茜）、2012年7月23日〜8月5日
30. 第30回 No.08 白柳結衣（佐々梨花）、2012年8月6日〜8月19日
31. 第31回 No.13 加賀山優月（中村真奈美）、2012年8月20日〜8月31日（終了）

## ライブ・イベント

### AGC38マンスリーイベント HAPPY×HAPPY Party!!
2011年5月29日より、毎月最終日曜日にラムズホールで開催されていた無料イベント。
コーナー
- ラジオの公開録音
「AGC38のえーじーしーラヂヲ」、「ロンリー・ブラック・レイディオ」、「HAPPY×HAPPY Party!!」の3番組
- ミニライブ
- 忘却のアールグレイ
ミニドラマ

ゲスト
1. 第1回 2011年5月29日 No.26 篠山小春、No.30 坂尻桃花、No.33 有澤美鈴、No.19 鈴元日和、No.20 潮崎杏奈、No.27 雑賀くるみ、No.32川澄愛梨、No.04 木浦琴音
2. 第2回 2011年6月26日 No.26 篠山小春、No.30 坂尻桃花、No.33 有澤美鈴、No.19 鈴元日和、No.20 潮崎杏奈、No.27 雑賀くるみ、No.32川澄愛梨、No.23 都筑優奈
3. 第3回 2011年7月31日 No.26 篠山小春、No.30 坂尻桃花、No.33 有澤美鈴、No.19 鈴元日和、No.20 潮崎杏奈、No.27 雑賀くるみ、No.32川澄愛梨、No.36 刈谷七海、No.37 柚原花音、No.38 三条美羽
4. 第4回 2011年8月28日 No.26 篠山小春、No.30 坂尻桃花、No.33 有澤美鈴、No.19 鈴元日和、No.20 潮崎杏奈、No.27 雑賀くるみ、No.32川澄愛梨、No.09 星野寧々、No.16夏原里美
5. 第5回 2011年9月25日 No.27 雑賀くるみ、No.32 川澄愛梨、No.19 鈴元日和、No.20 潮崎杏奈、No.05 小糸咲、No.24 東山櫻子、No.34 門井舞、No.01 神津明日香、No.04 木浦琴音、No.12 加賀山栞、No.13 加賀山優月
6. 第6回 2011年10月30日 No.27 雑賀くるみ、No.32 川澄愛梨、No.22 黒島玲奈、No.09 星野寧々、No.26 篠山小春、No.30 坂尻桃花、No.33 有澤美鈴、No.16 夏原里美、No.19 鈴元日和、No.20 潮崎杏奈
7. 第7回 2011年11月27日 No.27 雑賀くるみ、No.32 川澄愛梨、No.04 木浦琴音、No.26 篠山小春、No.30 坂尻桃花、No.33 有澤美鈴、No.16 夏原里美、No.19 鈴元日和、No.20 潮崎杏奈

### その他
- コミックマーケット79 ANIMONブース（2010年12月29日〜31日、東京国際展示場）
  - 12月29日 10:00〜13:00、No.08 白柳結衣（佐々梨花）、No.12 加賀山栞（福沙奈恵）、No.13 加賀山優月（中村真奈美）が参加
  - 12月29日 14:00〜17:00、No.05 小糸咲（笠井瑠美）、No.32 川澄愛梨（石川姫花）、No.33 有澤美鈴（古池由季）が参加
  - 12月30日 10:00〜13:00、No.01 神津明日香（海上明菜）、No.09 星野寧々（柳橋菜採）、No.20 潮崎杏奈（稲垣麻木）が参加
  - 12月30日 14:00〜17:00、No.06 永谷茜（渡部由佳）、No.16 夏原里美（ゆうき）、No.18 桜小路葵（東城日沙子）が参加
  - 12月31日 10:00〜16:00、No.26 篠山小春（平山笑美）、No.27 雑賀くるみ（桐谷蝶々）、No.30 坂尻桃花（杉山茜）が参加
- ピイチクパアチク（2011年1月22日〜23日、大阪 一心寺シアター倶楽）
ライブパートにNo.15 在原環（矢田部明子）、No.30 坂尻桃花（杉山茜）、No.35 鴨下未来（石川未菜子）が参加、「それって♥だからね!」を披露した。
- 痛ロードin FUJI SPEEDWAY Presents 痛ロードアイドル・声優ステージ公開オーディション（2011年2月11日、新宿HOLIDAY）
No.09 星野寧々（柳橋菜採）、No.19 鈴元日和（新里恵）、No.20 潮崎杏奈（稲垣麻木）、No.27 雑賀くるみ（桐谷蝶々）、No.33 有澤美鈴（古池由季）が参加
- 東日本アイドル合戦!!春の陣〜白の日東京アイドル大集結〜（2011年3月14日、Shibuya O-EAST）
東日本大震災の影響により、中止
- AGC38正式デビュー記者発表会（2011年5月25日、東京都渋谷・WOMB）
初めて、担当声優38人全員が参加したイベント。今後の活動に関するグランドスケジュールの発表や、アニメーションPVの初公開などが行われた。抽選で30名が招待され、招待されたファンは『公式宣伝プロデューサー』に任命された。
- 第6回武蔵境「安心・安全・環境フェア」（2011年6月19日、武蔵境自動車教習所）
むさしの-FMブースにて参加。じゃんけん大会などが行われた。
No.23 都筑優奈（丑山えり）、No.34 門井舞（一瀬美保）、No.38 三条美羽（河西美和）が参加
- 横河武蔵野FCホームゲーム（2011年6月25日、武蔵野陸上競技場）
横河武蔵野FCの、FC琉球とのホーム試合のハーフタイムで、「それって♥だからね!」をダンス付きで披露した。20人以上のメンバーが参加した。
- それって<もののぷ>だからね!（2011年6月28日〜7月3日、戦国メイドカフェ&バー『もののぷ』）
本作品のオリジナルフードやドリンクが発売された
  - AGC38のツイッターでおなじみ「ロシアンおにぎり」
  - No.31 豊原香織プロデュース デビュー記念 38丼
  - No.31 豊原香織プロデュース デビュー記念 ケーキ
  - 中村屋総米衛 たい焼きミルフィーユ
  - No.26 篠山小春（平山笑美）、No.30 坂尻桃花（杉山茜）、No.33 有澤美鈴（古池由季）をイメージした、ノンアルコールオリジナルドリンク
  - 『AGC38のえーじーしーラヂヲ』、『ロンリー・ブラック・レイディオ』、『HAPPY×HAPPY Party!!』各ラジオ番組をイメージした、アルコールオリジナルドリンク

7月3日には、No.26 篠山小春（平山笑美）、No.30 坂尻桃花（杉山茜）、No.33 有澤美鈴（古池由季）によるイベントが開催された
さらに、7月3日に秋葉原駅前（ダイビル前）にて、限定ポストカードが配布された
- 「それって♥だからね!」発売記念イベント（2011年7月16日、AKIHABARAゲーマーズ本店）
  - 11:00〜12:00 No.26 篠山小春（平山笑美）、No.30 坂尻桃花（杉山茜）が参加
  - 12:00〜13:00 No.27 雑賀くるみ（桐谷蝶々）、No.32 川澄愛梨（石川姫花）が参加
  - 13:00〜14:00 No.30 坂尻桃花（杉山茜）、No.27 雑賀くるみ（桐谷蝶々）が参加
  - 14:00〜15:00 No.26 篠山小春（平山笑美）、No.32 川澄愛梨（石川姫花）が参加
  - 15:00〜16:00 No.32 川澄愛梨（石川姫花）、No.30 坂尻桃花（杉山茜）が参加
  - 16:00〜17:00 No.27 雑賀くるみ（桐谷蝶々）、No.26 篠山小春（平山笑美）が参加

CD1枚購入で握手、2枚購入でサインの特典がついた
- 一足早いAGC38出張学園祭（2011年9月18日、ホワイトキャンバス秋葉原本店）
オリジナルグッズ発売やクイズイベントなどが開催された。
No.01 神津明日香（海上明菜）、No.04 木浦琴音（山口友香梨）、No.12 加賀山栞（福沙奈恵）、No.13 加賀山優月（中村真奈美）が参加
- 吉祥寺アニメワンダーランド2011 むさしの-FM presents「吉祥寺まちなかLIVE〜アニメMix〜」（2011年10月2日、コピス吉祥寺 ふれあいデッキこもれび）
No.12 加賀山栞（福沙奈恵）、No.16 夏原里美（ゆうき）、No.19 鈴元日和（新里恵）、No.20 潮崎杏奈（稲垣麻木）、No.26 篠山小春（平山笑美）、No.30 坂尻桃花（杉山茜）、No.33 有澤美鈴（古池由季）が参加
- 吉祥寺アニメフェスティバル2012 むさしの-FM presents「吉祥寺まちなかLIVE〜アニメMix〜」（2012年3月10日、コピス吉祥寺 吉祥空園sora）
『チョコレート革命』の投票結果発表などが行われた
- 「およげ!たいやきくん」CD発売記念イベント（2012年6月2日、秋葉原ラオックスアソビットシティ B1F イベントホール）
CD購入による整理券の受領者を対象としたイベント。1枚購入で握手、2枚購入でサインの特典がついた
No.6 永谷茜（渡部由佳）、No.16 夏原里美（ゆうき）、No.18 桜小路葵（東城日沙子）、No.19 鈴元日和（新里恵）、No.20 潮崎杏奈（稲垣麻木）、No.26 篠山小春（平山笑美）が参加
- 「アニメON!」一周年記念生ライブ（2012年12月22日、TWIN BOX AKIHABARA）
No.4 木浦琴音（山口友香梨）、No.09 星野寧々（柳橋菜採）、No.18 桜小路葵（東城日沙子）、No.20 潮崎杏奈（稲垣麻木）が参加
- 「アニメON!」公開生放送ライブだよぉ♪さわぎにおいで!（2013年12月22日、TWIN BOX AKIHABARA）[3]
No.4 木浦琴音（山口友香梨）、No.6 永谷茜（渡部由佳）、No.16 夏原里美（ゆうき）、No.18 桜小路葵（東城日沙子）、No.20 潮崎杏奈（稲垣麻木）、No.28 外池美穂（鈴木美優）が参加
- 「アニメON!」公開生放送ライブだよぉ♪さわぎにおいで!（2014年12月21日、TWIN BOX AKIHABARA）[3]
No.2 大辻梨乃（板谷芽依）、No.4 木浦琴音（山口友香梨）、No.8 白柳結衣（佐々梨花）、No.16 夏原里美（ゆうき）、No.18 桜小路葵（東城日沙子）、No.20 潮崎杏奈（稲垣麻木）、No.23 都筑優奈（丑山えり）、No.28 外池美穂（鈴木美優）が参加

## Twitter
オフィシャルアカウントに加え、38人全員がTwitterでのつぶやきを2010年10月8日〜10月27日の間に開始した。プロデューサーであるこんひろしと高橋雄大もつぶやいており、キャラクターと会話することもよくある。また、ゲーム『〜AGC38 Love Stories〜先生、♡（ハート）だよ!!』の宣伝として、ゲームにも登場するNo.18 桜小路葵の妹・桜小路巴とNo.07 高須賀彩乃の姉・高須賀佳乃もつぶやいている。
「フード戦隊ブラックホワイト」や連続ツイッタードラマ「Lonely Black Toaster」、38人が時刻をつぶやく「美人時計」などの企画も行われている。

### フード戦隊ブラックホワイト
No.34 門井舞を中心に、Twitter上でキャラクターたちと公式アカウントによって、毎週月曜日深夜に展開された企画。内容は、門井舞らフード戦隊と、うさぎのぬいぐるみ・ウサニョスに操られたNo.02 大辻梨乃らがそれぞれ変身して戦うというもの。
この企画のイラストコンテストが開催され、メンバーのイラストも公開された。

### Lonely Black Toaster
Twitterの公式アカウント上にて、むとうやすゆき脚本、こんひろし企画・プロデュースで行われた書き下ろしのスパイアクションストーリー。略称はL.B.T。毎日少しずつ小説が掲載され、そのバックナンバーが公式サイトの特設ページに掲載された。5人のキャラクターが登場し、それぞれ性格や五行属性が設定されている。現在は完結されたが、第2章が予定されている。
登場キャラクター
潮崎杏奈
L.B.Tのリーダー。五行属性は火。
桜丘瞳
L.B.Tのメンバー。五行属性は土。
高月璃子
L.B.Tのメンバー。五行属性は水。
白柳結衣
L.B.Tのメンバーだが、アナウンサーとしてテレビ局に潜入している。五行属性は木。
鈴元日和
L.B.Tの兵器開発・技術担当。

テーマソング「スナイパー」
作詞・作曲：高取ヒデアキ、歌：Z旗

## その他
萌えトーク「一緒に声優になろう〜AGC38」
AGC38のメンバーとSkypeで会話でき、声優になるレッスンが受けられる。（2012年3月20日終了）
君のガールズ☆コレクション38
オーダーすれば、オーダーメイドのイラストやボイスを作成することができるサービス。（2011年7月1日〜終了日不明）

## 商品

### 書籍
- 図説ご当地娘百科（2010年11月30日、ISBN 978-4-344-82047-0）
- 萌えモノ パラダイス―ご当地萌えモノ・キャラクターガイド―（2011年1月27日、ISBN 978-4-86176-813-2）

### CD
イメージソング
- すぱいらる（2010年11月24日、DGSA-10003）
  - ずっとふたりで
歌：転少女（ころすけ）
- ミラマリア Presents 1st Variety Disc（2010年11月19日、FTMC-OOO6）
  - 新しい道
歌：ミラマリア（滝口ミラ・江渡万里彩）

キャラクターソング
- AGC38公式ソング・スペシャル限定ディスク（FTMC-0008）
冬のコミックマーケット79で先行販売され、以降はANIMONとコミックとらのあなのみで販売。
  1. それって♥だからね!
歌：AGC38
作詞：CAO、作曲・編曲：森藤昌司
  2. 〜39. AGC38自己紹介コメント No.1〜38
公式サイトで公開されているボイスサンプルを38人分収録
- それって♥だからね!（2011年7月15日、FTMC-0012）
上記のCDの正式発売バージョン。『AGC38』と、ラジオのテーマソング、ラジオの特別版、全員の自己紹介メッセージなどを収録。レコーディングのメイキング映像が公式サイトとYouTubeで公開されている。
  1. それって♥だからね!
歌：AGC38
作詞：CAO、作曲・編曲：森藤昌司
  2. For the Person
歌：AGC38（篠山小春（平山笑美）・坂尻桃花（杉山茜）・有澤美鈴（古池由季））
作詞：CAO、作曲・編曲：森藤昌司
  3. それって・だからね!（Inst.ver）
  4. For the Person（Inst.ver）
  5. AGCのえーじーしーラヂヲCDスペシャル
出演：AGC38（篠山小春（平山笑美）・坂尻桃花（杉山茜）・有澤美鈴（古池由季））
  6. 〜43. AGC38自己紹介コメント No.1〜38
公式サイトで公開されているボイスサンプルを38人分収録
- Code：C（2013年4月30日、AGCCD-0001）
  1. 斯く艶やかな華の彩
歌：星野寧々（柳橋菜採）、桜小路葵（東城日沙子）
コーラス：AGC38
  2. Swim
歌：坂尻桃花（杉山茜）
  3. Good Morning
歌：小糸咲（笠井瑠美）、白柳結衣（佐々梨花）、外池美穂（鈴木美優）
  4. いちごのキモチ
歌：有澤美鈴（古池由季）
  5. 黄金比だから大丈夫
歌：鈴元日和（新里恵）
  6. 晴れの日はねこようび
歌：篠山小春（平山笑美）
  7. ～AGC38ヒーローズ～AGC戦隊ウタウンジャー!!!!
歌：寺林陽菜（木曽寛子）、鈴元日和（新里恵）、門井舞（一瀬美保）、刈谷七海（坂本実里）、柚原花音（坂本みぃな）、三条美羽（河西美和）
  8. チャイムっ！
歌：永谷茜（渡部由佳）
コーラス：大辻梨乃（板谷芽依）、永谷茜（渡部由佳）

コンピレーション
- メロコア女子流（2011年10月26日、NFCD-27320）
女性の人気曲を女子バンドがカバーするというカバー企画アルバム。『AGC38』は第一弾にモーニング娘。の「LOVEマシーン」（BUNNY THE PARTY feat. AGC38）で参加
参加メンバーはNo.16 夏原里美（ゆうき）、No.19 鈴元日和（新里恵）、No.20 潮崎杏奈（稲垣麻木）、No.21 日下亜美（高橋美咲）、No.23 都筑優奈（丑山えり）、No.26 篠山小春（平山笑美）、No.34 門井舞（一瀬美保）
- およげ!たいやきくん by AGC38 feat. 東京ブラススタイル（2012年4月18日、初回限定盤：PCCA-03592、通常盤：PCCA-70326）
レコードの売上日本歴代1位を記録している「およげ!たいやきくん」のたいやきくんに、あんこちゃんというガールフレンドができた記念として発売されるシングル。AGC38の他に、東京ブラススタイルが参加し、合計49人の女性による編成となっている。初回限定盤には「およげ!たいやきくん －アニメーション・ビデオ」が収録されたDVDが付属される。
  1. およげ!たいやきくん
作詞：高田ひろお、作曲：佐瀬寿一、編曲：津崎知之
  2. およげ!たいやき ヤキヤキ音頭
作詞：高田ひろお、作曲：佐瀬寿一、編曲：津崎知之
  3. およげ!たいやきくん（オリジナルカラオケ）
  4. およげ!たいやき ヤキヤキ音頭（オリジナルカラオケ）

### グッズ
- ANIMON
  - AGC38オリジナルシルバーリング（全6色）
  - AGC38オリジナルシルバーリング・チェーンセット（全6色）
  - AGC38オリジナルTシャツ
  - AGC38オリジナルポスター
- DESIGN GARDEN（富士フイルム）
  - iPhone3＆3GS用カバー（全11種類）
  - ポストカード（全74種類）
  - バレンタインスペシャルプレゼント企画（2010年2月14日）
各キャラクターそれぞれからの、担当声優直筆のキャラクターサイン入りポストカードを、応募者から抽選で合計38名にプレゼントされた。